# Tâm thần kinh lâm sàng

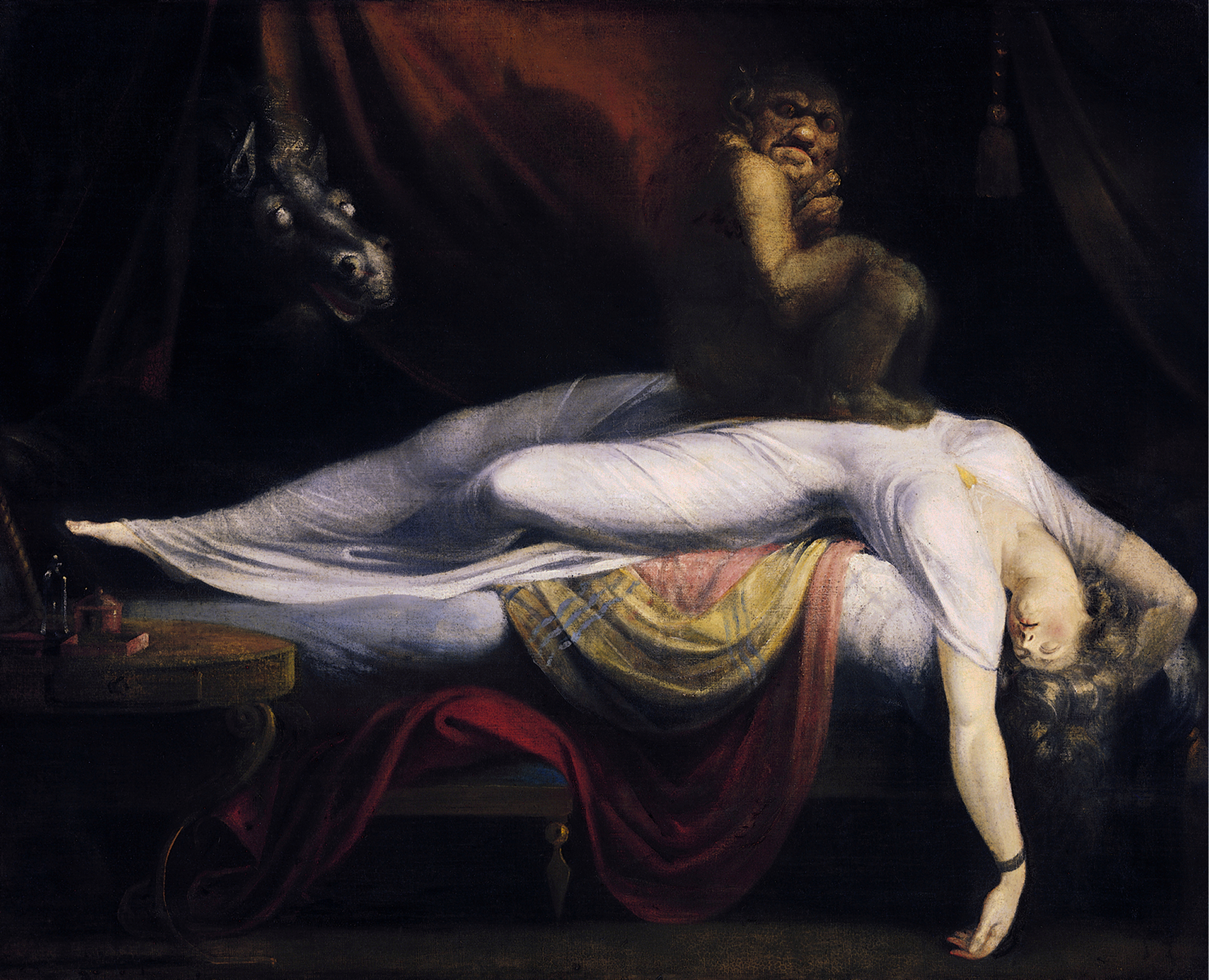
Cơn ác mộng, tranh dầu trên vải của John Henry Fuseli

Tâm thần kinh lâm sàng là một lĩnh vực tâm lý học liên quan đến khoa học ứng dụng của các mối quan hệ hành vi não. Bác sĩ tâm thần kinh lâm sàng sử dụng kiến thức này trong đánh giá, chẩn đoán, điều trị và hoặc phục hồi chức năng cho bệnh nhân trong suốt cuộc đời với các tình trạng thần kinh, y tế, phát triển thần kinh và tâm thần, cũng như các rối loạn nhận thức và học tập khác. Chi nhánh của khoa tâm thần kinh liên quan đến trẻ em và thanh thiếu niên là khoa tâm thần kinh nhi khoa.
Tâm thần kinh lâm sàng là một dạng chuyên ngành của tâm lý học lâm sàng. Các quy tắc nghiêm ngặt được đưa ra để duy trì bằng chứng là đầu mối điều trị và nghiên cứu trong khoa tâm thần kinh lâm sàng. Việc đánh giá và phục hồi chức năng tâm thần kinh là trọng tâm của một bác sĩ thần kinh lâm sàng. Một bác sĩ thần kinh lâm sàng phải có khả năng xác định liệu một triệu chứng có thể gây ra bởi chấn thương ở đầu thông qua phỏng vấn bệnh nhân để xác định những hành động nào nên được thực hiện để giúp đỡ bệnh nhân tốt nhất. Một nhiệm vụ khác của bác sĩ tâm thần kinh lâm sàng là tìm ra những bất thường về não và mối tương quan có thể xảy ra. Thực hành dựa trên bằng chứng trong cả nghiên cứu và điều trị là tối quan trọng đối với thực hành tâm thần kinh lâm sàng thích hợp.
Đánh giá chủ yếu bằng các xét nghiệm tâm thần kinh, nhưng cũng bao gồm tiền sử bệnh nhân, quan sát định tính và có thể rút ra những phát hiện từ phẫu thuật thần kinh và các thủ tục chẩn đoán y khoa khác. Thần kinh học lâm sàng đòi hỏi một kiến thức chuyên sâu về: phẫu thuật thần kinh, sinh học thần kinh, tâm sinh lý và bệnh lý thần kinh.

## Lịch sử
Vào cuối những năm 1800, các mối quan hệ hành vi của Brain đã được giải thích bởi các bác sĩ châu Âu đã quan sát và xác định các hội chứng hành vi có liên quan đến rối loạn chức năng não khu trú. :3–27
Tâm thần kinh lâm sàng là một thực hành khá mới so với các lĩnh vực chuyên môn khác trong tâm lý học với lịch sử từ những năm 1960. : Trọng tâm đặc biệt của khoa học thần kinh lâm sàng phát triển chậm thành một tổng thể rõ ràng hơn khi sự quan tâm tăng lên. chủ đề từ thần kinh học, tâm lý học lâm sàng, tâm thần học, tâm lý học nhận thức và tâm lý học đều được kết hợp với nhau để tạo ra tấm thảm phức tạp của khoa học thần kinh lâm sàng, một thực tế vẫn còn rất nhiều phát triển. Lịch sử của tâm thần kinh lâm sàng dài và phức tạp do mối quan hệ của nó với rất nhiều thực hành cũ. Các nhà nghiên cứu như Thomas Willis (1621-1675), người được cho là đã tạo ra thần kinh học, John Hughlings Jackson (1835,1919), người đã đưa ra giả thuyết rằng các quá trình nhận thức xảy ra ở các bộ phận cụ thể của não, Paul Broca (1824-1880) và Wernicke (1848-1905), người đã nghiên cứu bộ não con người liên quan đến tâm lý học, Jean Martin Charcot (1825-1893), người đã dạy dỗ Sigmund Freud (1856-1919), người đã tạo ra lý thuyết phân tâm học. Lĩnh vực tâm lý học đã đóng góp cho tâm thần kinh lâm sàng thông qua các cá nhân như Francis Galton (1822-1911), người đã thu thập dữ liệu định lượng về các đặc điểm vật lý và cảm giác, Karl Pearson (1857-1919) người đã thiết lập các số liệu thống kê mà tâm lý học hiện đang dựa vào, Wilhelm Wundt (1832-1920), người đã tạo ra phòng thí nghiệm tâm lý đầu tiên, sinh viên Charles Spearman (1863-1945), người tiếp tục thống kê thông qua các khám phá như phân tích nhân tố, Alfred Binet (1857-1911) và người học việc của ông Theodore Simon (1872-1961) đã tạo ra thang đo phát triển trí tuệ Binet-Simon và Jean Piaget (1896-1980), người đã nghiên cứu về sự phát triển của trẻ em. Các nghiên cứu về kiểm tra trí thông minh được thực hiện bởi Lewis Terman (1877-1956), người đã cập nhật thang đo Binet-Simon lên thang đo trí thông minh Stanford-Binet, Henry Goddard (1866-1957), người đã phát triển các thang phân loại khác nhau và Robert Yerkes (1876-1956), người chịu trách nhiệm về các xét nghiệm Army Alpha và Beta cũng góp phần vào việc giải phẫu thần kinh lâm sàng ngày nay.